# Ambre bleu
Pour les articles homonymes, voir Ambre (homonymie).
L'ambre bleu (espagnol : ámbar azul) est une rétinite (résine végétale) contenant du soufre, composée de carbone, d'oxygène et d'hydrogène. Il est différent de l'ambre de la Baltique (ou « succin »), comme l'ambre jaune, c'est-à-dire sans acide succinique provenant de conifères : une résine fossile végétale.[pas clair] Translucide, elle prend, par fluorescence, une couleur bleue à la lumière. Cette variété est beaucoup plus rare que l'ambre jaune.

## Description
L'ambre bleu a une couleur rare pour l'ambre, qui va parfois jusqu'au vert, ce qui est rarissime, et en raison de sa rareté, il est encore peu connu. Sa couleur est due sans doute à la présence de substances aromatiques. Sur une surface blanche et à la lumière artificielle, l'ambre bleu est jaune transparent, légèrement bleuâtre, mais sur une surface opaque ou noire et à la lumière du soleil, il prend une teinte bleu profond ainsi que sa fluorescence[pas clair] aux ultraviolets : « Du fait de ces molécules polynucléaires (molécules aromatiques de type pétrole = pérylène) cette résine apparaît bleue à la réfraction de la lumière ou flurorescence. Certains ambres sont bleus quelle que soit l'orientation de la pièce d'ambre par rapport à la source lumineuse ; d'autres varient beaucoup. Il existe plusieurs qualités de bleu. ».

## Formation
Cet effet n'est possible que dans certains spécimens de l'ambre dominicain, dans certains ambres mexicains du Chiapas, et certains ambres de l'Indonésie. Toute autre ambre (comme l'ambre de la Baltique) ne présente pas ce phénomène, car sa résine d'origine ne provient pas de l'arbre Hymenaea protera. Il existe plusieurs théories sur sa formation et pour expliquer la présence de cette couleur bleue et d'une importante fluorescence à l'exposition aux ultraviolets. Certains scientifiques pensent qu'une exposition prolongée de la résine encore fraîche à des températures élevées dues à des éruptions volcaniques ou encore la proximité d'intenses feux de forêt auraient engendré ce phénomène coloré ». Il doit le plus probablement son existence à des éléments tels que l'anthracène à la suite de « combustion incomplète » lors de feux de forêt parmi les espèces éteintes de cette espèce d'arbre entre 25 et 40 millions d'années,
Récemment, l'absorption optique, la fluorescence et les mesures de fluorescence des ambres dominicains ont été étudiés. Ces études montrent que la variété « bleue » révèle une émission intense de la fluorescence dans la région de longueur d'onde visible, entre 430 et 530 nm, avec des caractéristiques spectrales qui sont typiques des hydrocarbures aromatiques. Au contraire, la variété « rouge » dominicaine et les variétés d'ambre « jaune » ont une émission beaucoup plus faible et sans relief, quoique avec encore une certaine fluorescence. 
Le processus de l'« ambre bleu » est étonnamment similaire à celui du phosphore. Vittorio Bellani et Enrico Giulotto de l'Université de Pavie en Italie ont étudié plusieurs spécimens d'ambre bleu : l'absorption optique, la spectroscopie de la fluorescence, les mesures de fluorescence. L'analyse spectrale en résultant a révélé que les spectres des hydrocarbures sont très semblables à ceux de la forme de solutions diluées de l'anthracène, le pérylène, le tétracène et suggèrent que l'hydrocarbure fluorescent responsable de la couleur bleue est probablement le pérylène.

## Histoire

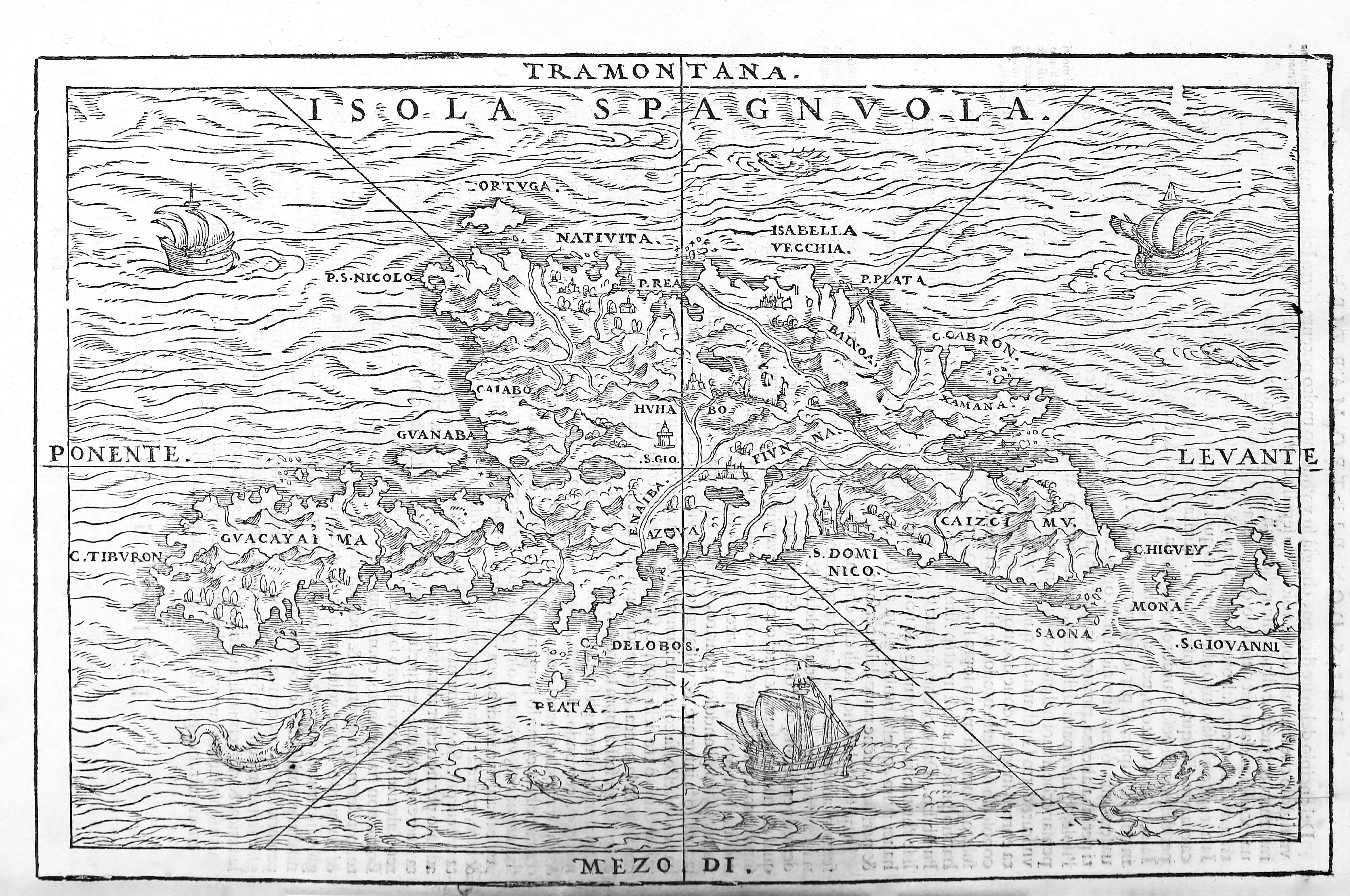
Carte d'Hispaniola, du XVIe siècle.

### Découverte par Christophe Colomb
Christophe Colomb décrivit lors de son expédition, cet ambre gris bleu et presque noir : une note de Colomb en témoigne, écrite de sa main, en espagnol mêlé de corse, en marge de son exemplaire de Pline, et il en fit alors extraire des morceaux.
« De l'ambre il est certain qu'on en trouve dans l'Inde sous terre. J'en ai fait extraire dans plusieurs montagnes de l'île de Feyti, ou d'Ophir ou de Cypango, à laquelle j'ai donné le nom d'Hispaniola, et j'en ai trouvé un morceau grand comme la tête, mais non tout clair, sauf celui gris-clair et un autre noir, avec assez de veines. »
Le père Jean-Baptiste Le Pers, missionnaire à Saint-Domingue, rapporte que Colomb avait trouvé trois mines, une d'or, l'autre d'« azur » (azul) et la troisième d'« ambre » ( ámbar), près de Cibao, à dix-huit lieues d'Isabelle, en 1494. Il aurait construit là une forteresse, le « Fort Saint-Thomas ». Il aurait trouvé à côté du « Fort de la Conception », encore de l'ambre.

### Commerce
Les habitants d'Hispaniola en firent rapidement le commerce, on ne l’appelait pas encore « ambre bleu » : « Les principales marchandises dont cette Nation y faste négoce sont les cuirs, les suifs, le gingembre, le cacao, la cire, le miel, « quelque ambre gris », le bois de brésil et le Gaïac qui y croissent et celui de Campêche qui y est apporté de dehors, enfin des citrons, des oranges, et plusieurs autres fruits ou qu'on vend frais ou dont on fait d'excellentes confitures sèches et liquides ».
De nos jours, le prix varie suivant les nuances : parfois dix fois plus élevé pour le bleu. Les propriétaires qui ont découvert des gisements d'ambre dans leurs champs et cultures ont fait fortune. L'ambre est récolté par des « ambreros ».

## Localisation

### Espagne
On a trouvé en Espagne du nord en 2008, en Cantabrie à la grotte d'El Soplao de l'ambre bleu parmi d'autres minéraux et un gisement de résines fossiles (ambre jaune et insectes fossilisés).

### République dominicaine
On le trouve sous forme de nodules (grosse pépite d'ambre bleu) presque exclusivement en République dominicaine dans les mines du nord de la ville de Santiago de los Caballeros (La Cordillera Septentrional, au nord, Bayaguana et Sabana de la Mar (es), à l'est, et Cotuí au centre, région de Palo Alto (ambre de 25 millions d'années) et région de La Toca, Palo Quemado (de 33 à 40 millions d'années), La Cumbre (35 millions d'années). L'ambre bleu le plus remarquable est celui de la mine de Los Cacaos (en), contenant de la glauconite datant du Miocène : on y trouve également de petits gastéropodes (Los Cacaos) et des microfossiles en abondance (La Toca).
L'ambre dominicain provient d'une légumineuse, Hymenaea protera, angiospermes) ou Prosopis nigra descendant d'une espèce de feuillu tropical proche du caroubier maintenant disparue[pas clair]. On pense que le bassin Comatillo était surplombé par de grandes forêts d'algarroba c'est-à-dire de Prosopis algarroba. 
Il contient des inclusions de végétaux, mais pas d'insectes fossiles, comme l'ambre jaune.

#### Liste des mines d'ambre bleu en République dominicaine
- Palo Quemado  [15]
- Los Cacaos de Tamboril  [16]
- Los Higos
- La Bucara  (Ambre bleu) [17]
- El Arroyo  (Parfois ambre bleu)
- The Peak
- Pescado Bobo (Jaune avec parfois une fluorescence bleue qu'elle perd après le polissage)
- La Cumbre [18],[19]
- La Toca , Puerto Plata [20] (Ambre bleu, jaune, rouge, vert (rare), noir). Cette mine se visite.

#### Musées
- Museo del Ámbar Dominicano à Puerto Plata
- Museo del Ámbar Mundial à Saint-Domingue

### Indonésie
On en trouve aussi dans de nombreuses îles d'Indonésie.

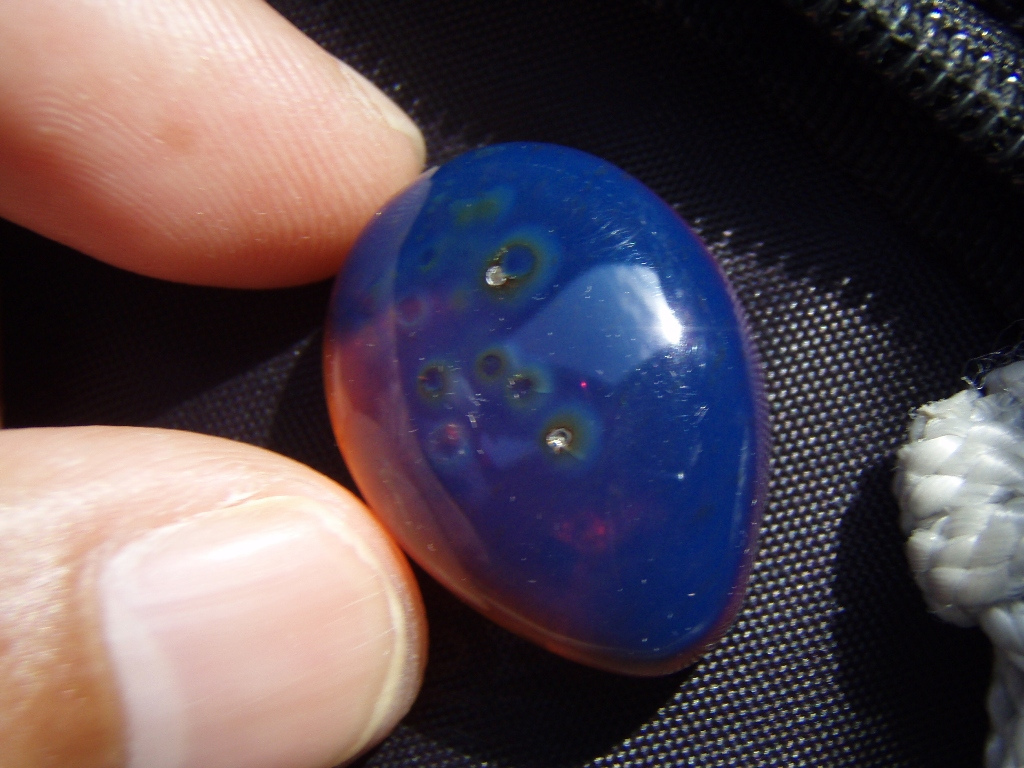
Ambre bleu de Java

- Papouasie,
- Sulawesi,
- Kalimantan (ouest),
- Lampung (sud Sumatra),
- Java (ouest)

### Mexique
On trouve de l'ambre au Chiapas, et des spécimens d'ambre couleur bleu-vert.

## Datation
La datation de l'ambre bleu est controversée, on s'accorde généralement pour 20 et 30 millions d'années, c'est-à-dire de l'Oligocène au Miocène, mais la fourchette de datation oscille entre 10 et 100 millions d'années.

## Utilisation
- Joaillerie
- Sculpture sur ambre, réalisées par des artisans locaux[23]

## Dans les œuvres de fiction
- Gilbert Vieillerobe, La route de l'ambre bleu : roman, Paris, L'Harmattan, 2008, 170 p. (ISBN 978-2-296-07000-4, lire en ligne), p. 174 (œuvre de fiction se déroulant entièrement  dans la Baltique où nul ne trouva jamais d'ambre bleu)

### Documentaire
- L'Ambra dalla Repubblica Dominicana Film de 51 min sur l'ambre dominicain (accès payant) sur le site de Patrick Voillot.